# Přízeň
Přízeň je pozitivní lidská vlastnost, kterou lidé projevují vůči jiným osobám. Obvykle se jedná o projev lásky, úcty, sympatií, kamarádství, přátelství, příbuzenského vztahu apod. 
Přízeň může ale i projevem pouhé vděčnosti či prostou potřebou opětovat nebo předávat dobro. 
Jejím opakem je nepřízeň.
Přízeň znamená také příbuzenstvo (na Ostravsku, ve Slezsku). Jsme z přízně — jsme příbuzní.

## Přízeň osudu
V přeneseném významu slova pak může být za jistou formu "přízně" považována i příznivá náhoda, shoda okolností či shoda náhod, která má nějaké pozitivní účinky. Tu pak označujeme slovním spojením přízeň osudu (jejím opakem pak nepřízeň osudu).